# 市野世龍
市野 世龍（いちの せいりゅう、1979年12月18日 - ）は、日本の俳優、ファッションモデル。愛知県出身。身長186 cm。

## 人物・来歴
フロムファーストプロダクション、ギグマネジメントジャパン所属。（2007年7月までムービーアイ・エンタテインメントに所属していた。）
高校在学中からモデルとして活動。
パリ・コレクションやミラノ・コレクション、東京コレクションなどで活躍。2005年にアジア人男性モデルで初のジョン・ガリアーノのショーに出演する。2004年から俳優活動も始める。
特技は英語、殺陣。

## 出演

### 映画
- 青空のゆくえ（2005年）
- インプリント〜ぼっけえ、きょうてえ〜（2006年）
- BLACK NIGHT（2006年）
- 夜のピクニック（2007年）
- 悪夢探偵（2007年）
- 東京タワー 〜オカンとボクと、時々、オトン〜（2007年）
- スキヤキ・ウエスタン ジャンゴ（2007年）
- ロックンロール★ダイエット!（2008年）
- 私は貝になりたい（2008年）
- Ｋ−20　怪人二十面相・伝（2008年)
- 妖獣マメシバ（2009年)[2][3]
- ジェネラル・ルージュの凱旋（2009年）[4]

### テレビドラマ
- Bs-i開局記念ドラマ 「地球爆破.com」（2001年、BS-i）
- 土曜ドラマ 「氷壁」（2006年、NHK）
- 真夜中のマーチ（2007年、WOWOW）
- 鉄道捜査官 第10作「わたらせ渓谷鉄道 死を呼ぶ片道切符！不死身の男を殺した無人駅殺人トリック!!」（2009年5月、テレビ朝日）- 原田 役
- 宿命 1969-2010 -ワンス・アポン・ア・タイム・イン・東京-（2010年2月、テレビ朝日） - 河村刑事[5]

### CM
- ディズニー映画『バグズライフ』
- AGF 『ブレンディ・挽きたてコーヒー』
- X-MEN2 デアデビル DVD化

## 主なモデル出演

### ショー
Tokyo
- ケイタ・マルヤマ
- コムサコレクション
- abx
- ジョー・ケイスリー・ヘイフォード

Paris
- Denis Simachev
- ジョン・ガリアーノ

Milano
- ISSEY MIYAKE
- DIESEL

### 雑誌
- エスクァイア
- 家庭画報
- POPEYE
- Begin
- smart
- Pen
- easy traveler

### PV
- 広瀬香美 『Begin』（2001年）